# Campeonato de Fórmula 2000
O Campeonato de Fórmula 2000 (Inglês: F2000 Championship Series) é uma série de automobilismo de velocidade de carros monopostos  que ocorre anualmente na América do Norte, baseada na Formula Continental, os carros que disputam a fórmula 2000 têm asas lisas projetadas para serem aerodinamicamente a frente dos carros do Campeonato de Fórmula 1600 (a tradicional Fórmula Ford).
O campeonato utiliza o motor 2.0L do novo motor Mazda MZR ou um motor Zetec da Ford, juntamente com chassis de empresas como Van Diemen , Citation, Mygale , RFR, Radon e Piper. Ao contrário de outros campeonatos de automobilismo de velocidade, não há chassis devidamente especificados para a F2000, trazendo liberdade ao piloto para escolher chassis mais rígidos ou flexíveis.
O campeonato atual está em vigor desde 2006 e foi fundada pelo grupo Sports Car Club of America e foi criado para pilotos como uma série de corridas profissional procurando mais concorrência, e um campo de provas para aspirantes a pilotos de automobilismo de velocidade.
O campeão de 2008 , Anders Krohn, foi para a Star Mazda, assim como o campeão de 2009 , Chris Miller . Em 2011, Krohn correu na Indy Lights contra o campeão de 2010 da F2000, Victor Carbone.

## Campeões
| Temporada | Campeão          | Equipe                | Chassis    | Chefe da equipe |
| --------- | ---------------- | --------------------- | ---------- | --------------- |
| 2006      | Matt McDonough   |                       | Van Diemen |                 |
| 2007      | Cole Morgan      | St. Clair Motorsports | Van Diemen |                 |
| 2008      | Anders Krohn     | Andersen Racing       | Van Diemen | Tim Minor       |
| 2009      | Chris Miller     | JDC Motorsports       | Van Diemen | Tom Fatur       |
| 2010      | Victor Carbone   | Alegra Motorsports    | Van Diemen | Phil Lombardi   |
| 2011      | Remy Audette     | Audette Racing        | Van Diemen | Tim Minor       |
| 2012      | Roberto La Rocca | HP-Tech Motorsport    | Van Diemen | Tim Minor       |
| 2013      | Tim Minor        | Ski Motorsports       | Citation   | Tim Minor       |
| 2014      | Tim Minor        | Ski Motorsports       | Citation   | Tim Minor       |
| 2015      | Sam Beasley      | Legacy Autosport      | Mygale     | Steve Bamford   |
| 2016      | Steve Bamford    | Rice Race Prep        | Citation   | Steve Bamford   |
| 2017      | Brandon Dixon    | Brandon Dixon Racing  | Citation   | Brandon Dixon   |